# Anhimella infidelis
Anhimella infidelis là một loài bướm đêm trong họ Noctuidae.